# Letnia miłość
Letnia miłość (ang. Summer Love) – polsko-amerykański western z 2006 roku w reżyserii Piotra Uklańskiego.
Zdjęcia do filmu powstały w województwie śląskim: w Siedlcu (w Kamieniołomie Warszawskim), Jurze Krakowsko-Częstochowskiej oraz w Jaworznie. Premiera miała miejsce 1 września 2006 roku.
Główny wątek dzieje się w niedużym mieście nad rzeką. Wśród jego mieszkańców znajdują się poszukiwacze złota, lecz samego złota nie ma. W pewnym momencie pojawia się nieznajomy z ciałem poszukiwanego człowieka, za którego wyznaczona jest spora nagroda. Mieszkańcy robią się coraz bardziej chciwi.

## Obsada
- Marek Barbasiewicz, jako burmistrz
- Val Kilmer, jako poszukiwany
- Rafał Mohr, jako pomocnik sklepikarza
- Bartosz Żukowski, jako blondyn
- Mirosław Zbrojewicz, jako bokser
- Katarzyna Figura, jako żona szeryfa
- Karel Roden, jako nieznajomy
- Jerzy Rogalski, jako sklepikarz
- Krzysztof Zaleski, jako duży facet
- Bogusław Linda, jako szeryf
- Grzegorz Emanuel, jako „Szczurza Twarz”
- Jan Urbański, jako stajenny
- Jerzy Cnota, jako mieszkaniec miasta
- Andrzej Szenajch, jako mieszkaniec miasta
- Lech Dyblik, jako zezowaty
- Andrzej Róg, jako Meksykanin
- Romuald Kłos, jako zawiadowca stacji
- Anna Baniowska, jako młoda kobieta
- Sławomir Doniecki, jako poszukiwany